# Saint Francois County
Saint Francois County är ett administrativt område i delstaten Missouri, USA, med 65 359 invånare. Den administrativa huvudorten (county seat) är Farmington.

## Geografi
Enligt United States Census Bureau har countyt en total area på 1 172 km². 1 164 km² av den arean är land och 8 km² är vatten.

### Angränsande countyn
- Jefferson County - norr
- Sainte Genevieve County - öst
- Perry County - sydost
- Madison County - söder
- Iron County - sydväst
- Washington County - väst